# رزوموف (دهانه)
رزوموف یک دهانه برخوردی در ماه‌ است.

## دهانه‌های اقماری
این دهانه ۱ دهانه اقماری دارد.
| Razumov | عرض جغرافیایی | طول جغرافیایی | قطر          |
| ------- | ------------- | ------------- | ------------ |
| C       | ۴۰.۸° N       | ۱۱۲.۴° W      | ۴۸.۰ کیلومتر |